# Wachregiment Berlin
Het Kommando Wachtruppe / Wachregiment Berlin was een Duitse eenheid van de Wehrmacht voor de Tweede Wereldoorlog. Deze eenheid was een militaire wacht en werd als zodanig ingezet in Berlijn.

## Geschiedenis
Het Wachregiment Berlin werd opgericht in november 1920 en was deel van de voorlopige Reichswehr. Kort daarop werd het regiment omgedoopt in Kommando der Wachtruppe en vanaf maart 1921 onderdeel van de Reichswehr. Echter al in juni 1921 werd het Kommando der Wachtruppe weer opgeheven. In hetzelfde jaar werd het Kommando toch weer opgericht. Het Kommando der Wachtruppe werd ingezet voor bescherming van regeringsgebouwen, personen en bij representatieve gelegenheden zoals een staatsontvangst of een parade. Het Kommando bestond uit zeven compagnieën, elk een van de zeven Reichswehrdivisies. Deze werden in roulatie naar Berlijn gebracht. Daarnaast was er een mitrailleurcompagnie en een artilleriebatterij. De compagnieën werden elke 3 maanden gewisseld. In maart 1935 ging het Kommando over van de Reichswehr naar de Wehrmacht. Het daaropvolgende jaar ging het Kommando dan naar acht compagnieën, maar zonder mitrailleurcompagnie. Op 23 juni 1937 werd Kommando der Wachtruppe omgedoopt in Wachregiment Berlin, zonder dat de samenstelling veranderde. De officieren en onderofficieren werden nu nog elk jaar en de manschappen elk halfjaar gewisseld.

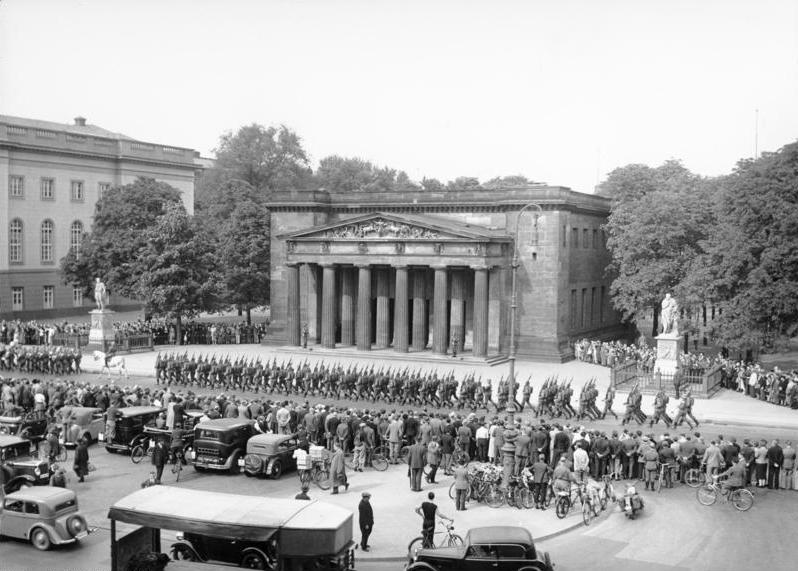
Delen van het Wachregiment bij de Neue Wache

Op 12 juni 1939 werd uit o.a. het Wachregiment Berlin het Infanterieregiment Großdeutschland gevormd. In Berlijn bleef een regimentsstaf met vier compagnieën achter, die later omgedoopt werd in Wachbataillon Berlin.

## Commandanten
| Rang           | Naam                             | Begin           | Eind           |
| -------------- | -------------------------------- | --------------- | -------------- |
| Oberst         | Erich von Keiser                 | 1 oktober 1932  | 1 oktober 1935 |
| Oberstleutnant | Werner Freiherr von und zu Gilsa | 15 oktober 1935 | 6 oktober 1936 |
| Oberst         | Hans-Henning von Alten           | 6 oktober 1936  | 1 juni 1939    |